# Més Compromís
Ne doit pas être confondu avec Més-Compromís.
Més Compromís (en français : « Plus d'engagement ») était une coalition électorale espagnole de gauche entre le parti Más País et la coalition Compromís pour les élections générales du 10 novembre 2019 dans la Communauté valencienne.

## Création
Lors d'une réunion de son instance dirigeante le 23 septembre 2019, la Coalition Compromís indique que dans la perspective des élections générales anticipées du 10 novembre suivant, elle cherchera à former une coalition avec le parti Más Madrid d'Íñigo Errejón plutôt que s'associer avec Unidas Podemos. Précédemment, les directions du Bloc nationaliste valencien (BNV) et d'Initiative du peuple valencien (IPV) — les deux principaux partis formant Compromís — s'étaient prononcés dans ce sens.
Les militants de Compromís fixent deux jours plus tard la position de la coalition, et votent à 70 % en faveur d'une alliance avec Más Madrid, pour un taux de participation de 42 %. Le 30 septembre, Más País — qui a succédé à Más Madrid — enregistre auprès de la commission électorale centrale (JEC) trois coalitions, dont Més Compromís,.

## Candidats
Les candidatures électorales sont présentées le 7 octobre suivant : Joan Baldoví est investi tête de liste dans la circonscription de Valence, Ignasi Candela dans celle d'Alicante, et Marta Sorlí dans celle de Castellón. Baldoví et Sorlí appartiennent au BNV tandis que Candela est membre d'IPV.

## Résultats électoraux

### Cortes Generales
- Résultats au niveau de la Communauté valencienne.

| Année   | Chef de file  | Congrès des députés | Congrès des députés | Congrès des députés | Congrès des députés | Sénat  | Gouvernement               |
| Année   | Chef de file  | Voix                | %                   | #                   | Sièges              | Sénat  | Gouvernement               |
| ------- | ------------- | ------------------- | ------------------- | ------------------- | ------------------- | ------ | -------------------------- |
| 11/2019 | Íñigo Errejón | 176 287             | 6,95                | 6e                  | 1 / 32              | 0 / 12 | soutien sans participation |